# Oto Nemsadze
Otar Nemsadze, född 18 juni 1989 i Gori, är en georgisk sångare. Han representerade Georgien i Eurovision Song Contest 2019 med låten "Sul tsin iare". Då han vann Georgian Idol den 3 mars 2019 fick han rätten att representera Georgien i tävlingen. Nemsadze är känd för att ha vunnit säsong fem av Geostar 2010. Han deltog tidigare i säsong tre i The Voice of Ukraine (2013) och slutade tvåa. År 2017 deltog han i den georgiska uttagningen för Eurovision med bandet Limbo. Deras låt "Dear God" slutade på tionde plats med 60 poäng.